# Valine
Pour l’article ayant un titre homophone, voir Valines.
Pour les articles homonymes, voir V.
La valine (abréviations IUPAC-IUBMB : Val et V) est un acide α-aminé dont l'énantiomère L est l'un des 22 acides aminés protéinogènes, et l'un des 9 acides aminés essentiels pour l'homme. Elle est caractérisée par un groupe apolaire isopropyle. Son nom provient de la valériane. Elle est encodée sur les ARN messagers par les codons GUU, GUC, GUA et GUG.
Sa chaîne latérale est de nature aliphatique ramifiée et symétrique.

## Biosynthèse
La valine est biosynthétisée dans les plantes en plusieurs étapes à partir de l'acide pyruvique. Est ensuite formé un intermédiaire, l'α-cétoisovalérate qui subit une amination réductive avec le glutamate.Cette biosynthèse implique les enzymes :
1. Acétolactate synthase ;
2. Acide acétohydroxy isoméroreductase ;
3. Dihydroxyacide déshydratase ;
4. Valine aminotransférase.

La première partie de cette voie métabolique permet d'obtenir aussi la leucine.

## Maladies du métabolisme
La dégradation de la valine est perturbée dans les maladies métaboliques suivantes 
- Acidémie méthylmalonique
- Acidémie propionique
- Acidurie combinée malonique et méthylmalonique (CMAMMA)
- Maladie du sirop d'érable

## Production
La société Metabolic Explorer a annoncé avoir développé un procédé de production de la L-valine par voie fermentaire en décembre 2021.